# Grumman Long Life Vehicle

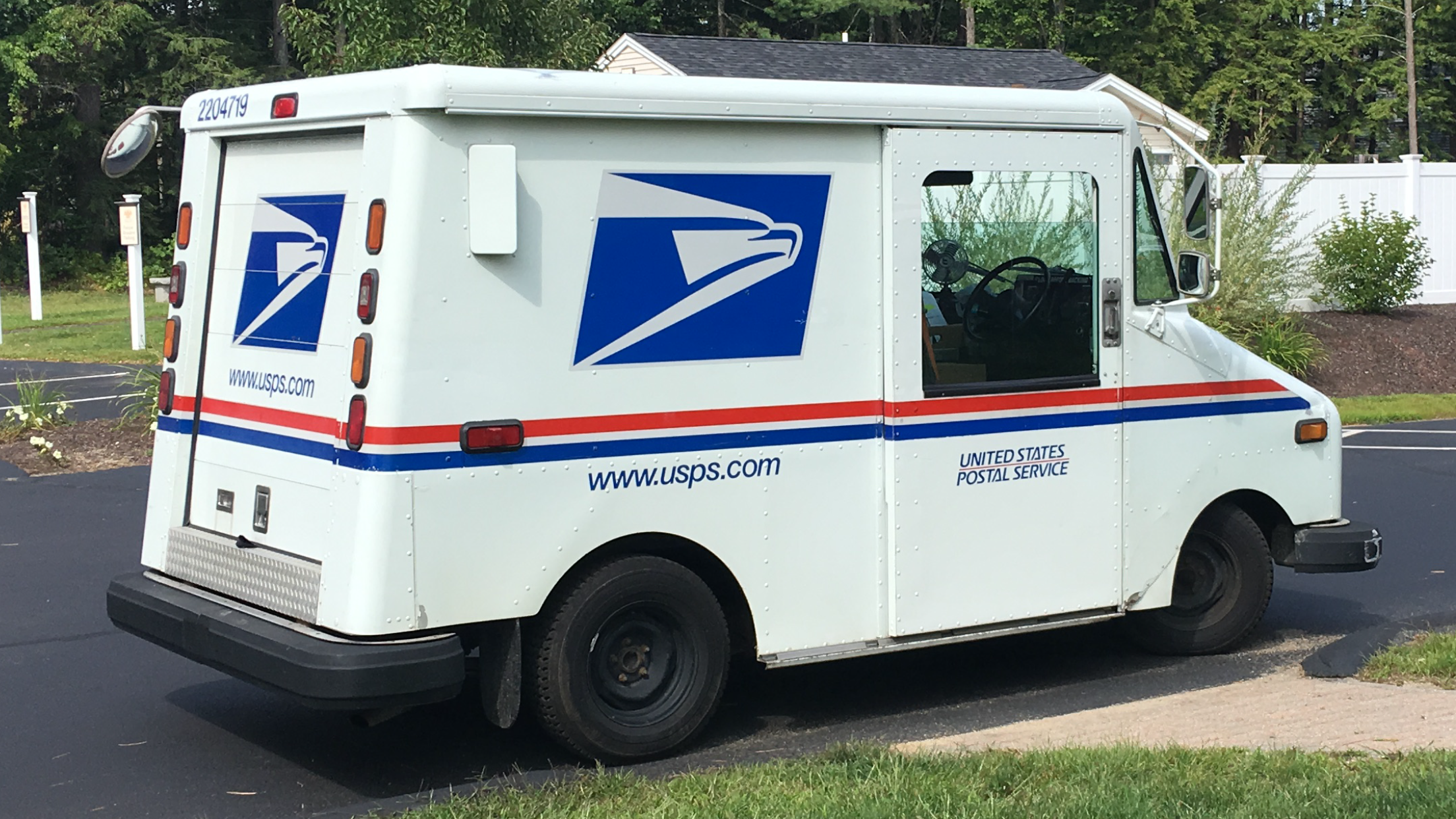
Heckansicht

Der Grumman LLV (Long Life Vehicle) ist ein amerikanisches Transportfahrzeug, das als Postfahrzeug für den United States Postal Service (USPS) konzipiert wurde. Er wird auch von der Canada Post eingesetzt.
In den Vereinigten Staaten ist der Grumman LLV das am häufigsten von Briefzustellern verwendete Fahrzeug. Er wird noch immer eingesetzt (Stand 2022), obwohl die angegebene Lebensdauer inzwischen überschritten ist.

## Allgemeines
Der LLV wurde speziell für den United States Postal Service entwickelt; Grumman erhielt den Zuschlag für den Bau. Die wichtigsten Konstruktionsmerkmale des Fahrzeugs im Wettbewerb waren die Wartungsfreundlichkeit, die Handhabung auf engem Raum und der insgesamt wirtschaftliche Betrieb. Entsprechend dem Namen ist der LLV für eine lange Lebensdauer ausgelegt, die etwa 20–25 Jahre betragen soll. Der U.S. Postal Service nannte 24 Jahre, die aber 2009 auf 30 Jahre verlängert wurden. Die meisten LLVs sind seit über 27 Jahren auf der Straße. Die Karosserie und die Endmontage stammen von Grumman, das Fahrgestell (basierend auf dem Chevrolet S-10 Blazer von 1982) von General Motors. Der Motor (2.5L R4 TBI „Iron Duke“ und in der späteren Produktion 2.2L R4 SPFI „122“), das Kombiinstrument und die Vorderradaufhängung ähneln denen des Chevrolet S-10 Pickup und des Chevrolet S-10 Blazer.

## Geschichte
Der LLV wurde speziell für den USPS als Ersatz für das seinerzeitige Standardfahrzeug der Briefzusteller, den Jeep DJ-5, geplant. Er wurde für die Zustellung vom Straßenrand aus gebaut, dass der Fahrer im Fahrzeug sitzt und die Post in den Briefkasten am Straßenrand legen kann. Der Grumman LLV wurde 1987 in Dienst gestellt. Der USPS kaufte über 100.000 dieser Fahrzeuge, das letzte 1994.

## Ersatz
Nachdem die ältesten LLV das Ende ihrer Nutzungsdauer erreicht hatten, suchte der USPS ein passendes Ersatzfahrzeug.
Am 20. Januar 2015 veröffentlichte er die Ausschreibung RFI-NGDV für das Next Generation Delivery Vehicle (Zustellfahrzeug der nächsten Generation). Alle potenziellen Bieter hatten bis Anfang März desselben Jahres Zeit, ihre Angebote einzureichen. Daraufhin wählte der Postdienst sechs Unternehmen aus, die Prototypen vorstellen sollten, darunter AM General, Karsan, Mahindra, Oshkosh, Utilimaster und ein gemeinsames Angebot von Workhorse und VT Hackney.
Im Jahr 2021 wurde bekannt, dass Oshkosh den Auftrag erhielt und über zehn Jahre hinweg bis zu 165.000 Einheiten liefern wird. Die ersten Modelle sind mit einem Verbrennungsmotor ausgestattet, später werden sie auch elektrisch angetrieben werden.